# Шаус, Яков Лейбович
Яков Лейбович Ша́ус (род. 20 июня 1946, Вильнюс, Литовская ССР) — журналист, критик, советский и израильский спортсмен (специальность — международные шашки), автор популярных учебников шашечной игры, многократный чемпион по международным шашкам Литовской ССР и Израиля. Национальный гроссмейстер Литвы и Израиля.

## Биография
Шаус дважды участвовал в финальном турнире чемпионата СССР по международным шашкам. Его высшим успехом было четвёртое место в 1969 году. В качестве тренера Шаус воспитал трёх чемпионок СССР — Любовь Травину, Живиле Сакалаускайте, Ромуальду Виткаускайте, также среди его учеников гроссмейстер Эдуард Бужинский. Он также стал широко известен как автор учебников шашечной игры. Среди его книг:
- Школа игры в международные шашки (М.: Физкультура и спорт, 1981. — 126 с., ББК 75.582)
- Теория и практика международных шашек (М.: Физкультура и спорт, 1985. — 223 с., ББК Ч515.826, совместно с Э. З. Бужинским)

После переезда в Израиль Шаус продолжает заниматься шашками. Он неоднократный чемпион Израиля по международным шашкам в классической версии, активным шашкам и блицу. На командном чемпионате мира 2006 года Шаус был капитаном сборной Израиля. В Израиле ему было присвоено звание национального гроссмейстера. Ретроактивно ему было также присвоено звание национального гроссмейстера Литвы.
Шаус представляет Израиль на международной арене. Он участник чемпионата Европы 2006 года, чемпионата мира 2007 года по блицу, прошедшего в Нацерет-Иллите, и шашечного турнира в рамках Всемирных интеллектуальных игр 2008 года в Пекине.
В настоящее время Яков Шаус входит в редакторскую группу электронного журнала «Шашечный Израиль».
Яков Шаус окончил в 1968 году историко-филологический факультет Вильнюсского университета. Его статьи об искусстве публиковались в периодических изданиях Литовской ССР. В Израиле Шаус был сотрудником нескольких русскоязычных газет, регулярно выступал в радио и телепрограммах. Он — член редколлегии литературно-художественного журнала «Зеркало».
В 2001—2013 годах Шаус был членом редколлегии ведущей израильской русскоязычной газеты «Вести». Писал о политике, социально-экономических проблемах, интеграции новых репатриантов, культуре (литература, театр, кино).
В августе 2013 года открыл свой независимый аналитический сайт.